# Pseudopterogorgia rigida
Pseudopterogorgia rigida är en korallart som först beskrevs av Bielschowsky 1929.  Pseudopterogorgia rigida ingår i släktet Pseudopterogorgia och familjen Gorgoniidae. Inga underarter finns listade i Catalogue of Life.